# 24732 Leonardcohen
24732 Leonardcohen è un asteroide della fascia principale. Scoperto nel 1992, presenta un'orbita caratterizzata da un semiasse maggiore pari a 2,6119607 UA e da un'eccentricità di 0,1118181, inclinata di 11,46030° rispetto all'eclittica.